# Newquay
Koordinaten: 50° 25′ N, 5° 5′ W
Newquay (kornisch: Tewynn Pleustri) ist eine englische Stadt an der Nordküste der Grafschaft Cornwall und hat 24.547 Einwohner (Stand: 2021).

## Geschichte
Ursprünglich war Newquay ein Fischerdorf, das sicher schon im 15. Jahrhundert am geschützten westlichen Ende der Newquay Bay existierte. Der Ort gedieh dank der örtlichen Sardinenindustrie, die ihren Höhepunkt Mitte des 18. Jahrhunderts erreichte. Große Mengen wurden in die mediterranen Länder, hauptsächlich nach Italien, exportiert. 
Ein Jahrhundert später kam der Kohleimport auf und erforderte eine Vergrößerung des Hafens. Außerdem wurde in dieser Zeit eine Bahnstrecke quer über die Halbinsel gebaut, um Kaolin von den Brüchen bei der Ortschaft St Austell für den Export nach Newquay zu transportieren. Mit dem Ausbau des Eisenbahnnetzes, und angelockt von den schönen Sandstränden bei Newquay und von den Wellen des Atlantik, setzte in der zweiten Hälfte des 19. Jahrhunderts schließlich der Strom der Sommerurlauber ein.

## Tourismus

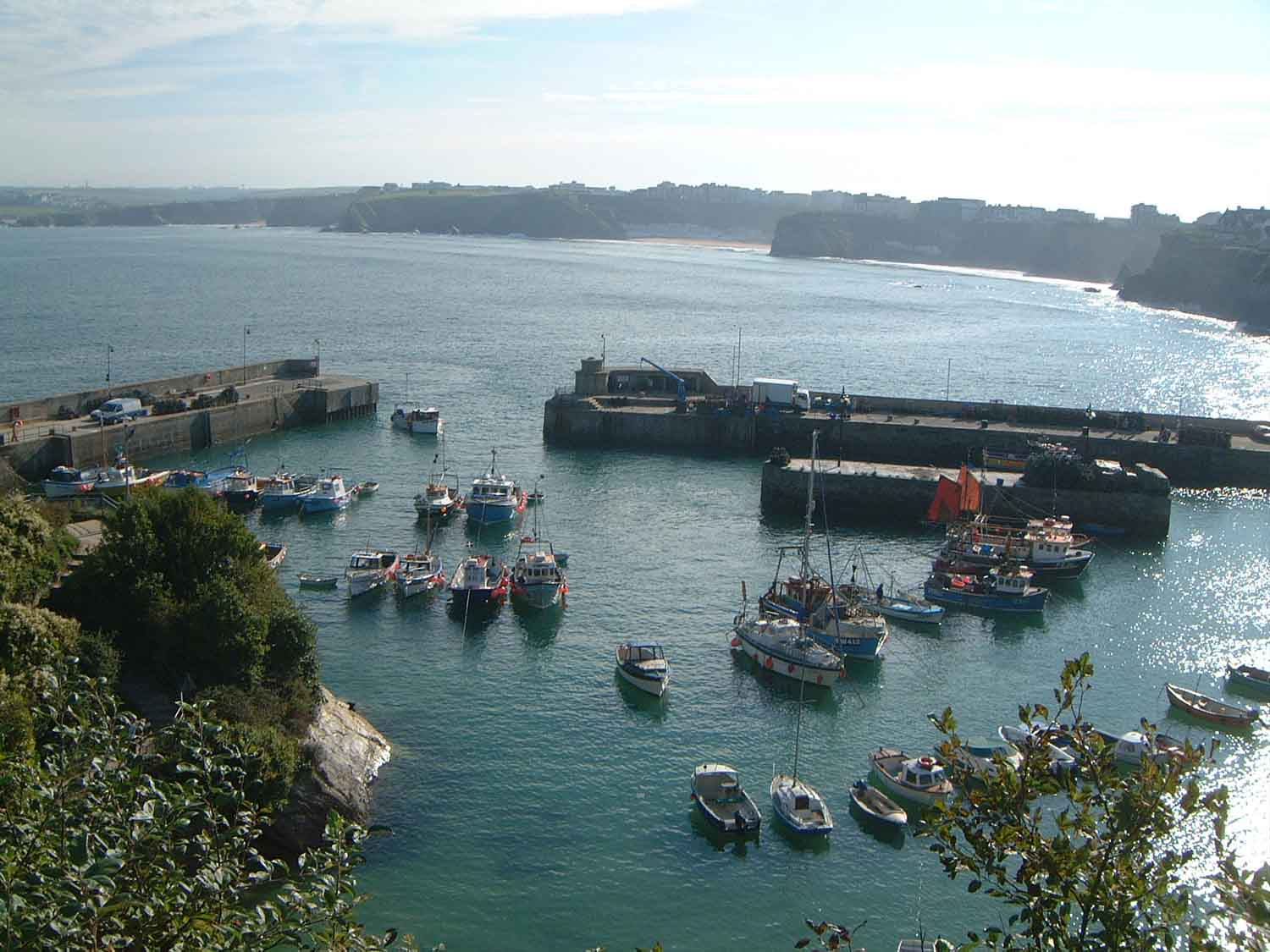
Hafen von Newquay

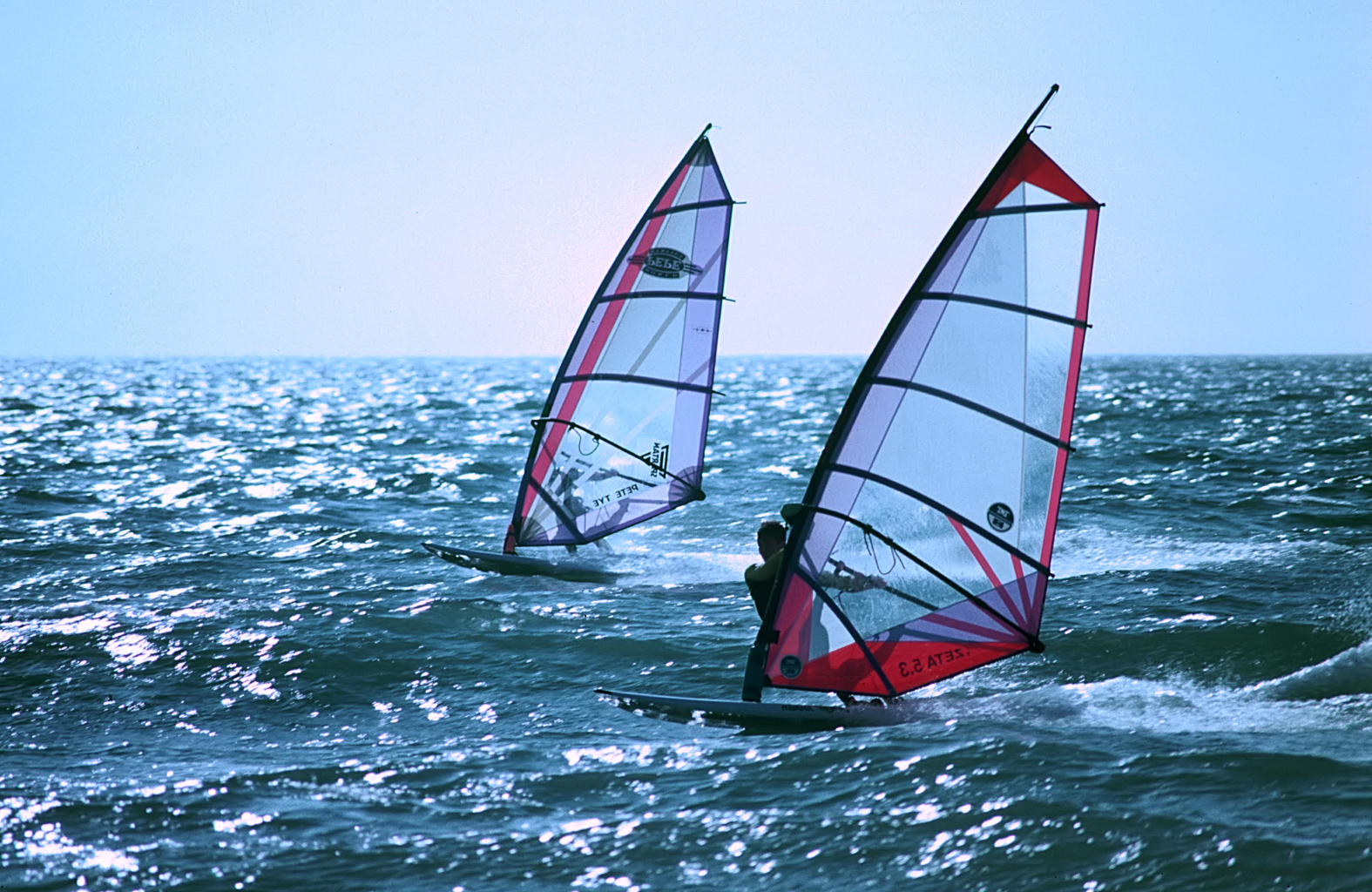
Windsurfer vor der englischen Küste

In heutiger Zeit ist der Tourismus der wichtigste Wirtschaftszweig in Newquay. Der Ort liegt am Rande der Steilküste, und seine insgesamt elf Sandstrände haben zusammen eine Länge von mehr als 10 km. Das Klima ist ausgeglichen; im Trenance Tal gibt es sogar tropische Vegetation. Der kleine Hafen wird nur noch von lokalen Fischern und von Vergnügungsdampfern benutzt. Wichtige Sehenswürdigkeiten sind das Blue Reef Aquarium und die 1906 eröffneten Trenance Gardens, in denen auch der Newquay Zoo liegt, sowie in der Nähe in Kestle Mill das elisabethanische Herrenhaus Trerice, das zum National Trust gehört.
Der Ferienort propagiert sich selbst als „The Surfing Capital of Britain“ mit vielen Geschäften für Kauf und Verleih von Ausrüstung für das Wellenreiten sowie Herstellern von Surfbrettern in der Stadt. Am Fistral Beach werden bedeutende internationale Wettbewerbe ausgetragen, aber auch an den Towan, Great Western and Tolcarne Beaches in der Nähe der Stadt sowie in der Crantock Bay und der Watergate Bay finden Surfer ideale Bedingungen.

## Verkehr
Der Bahnhof von Newquay ist Endhaltepunkt der Atlantic Coast Line von Par. Ferner hat Newquay einen Flughafen.

## Galerie

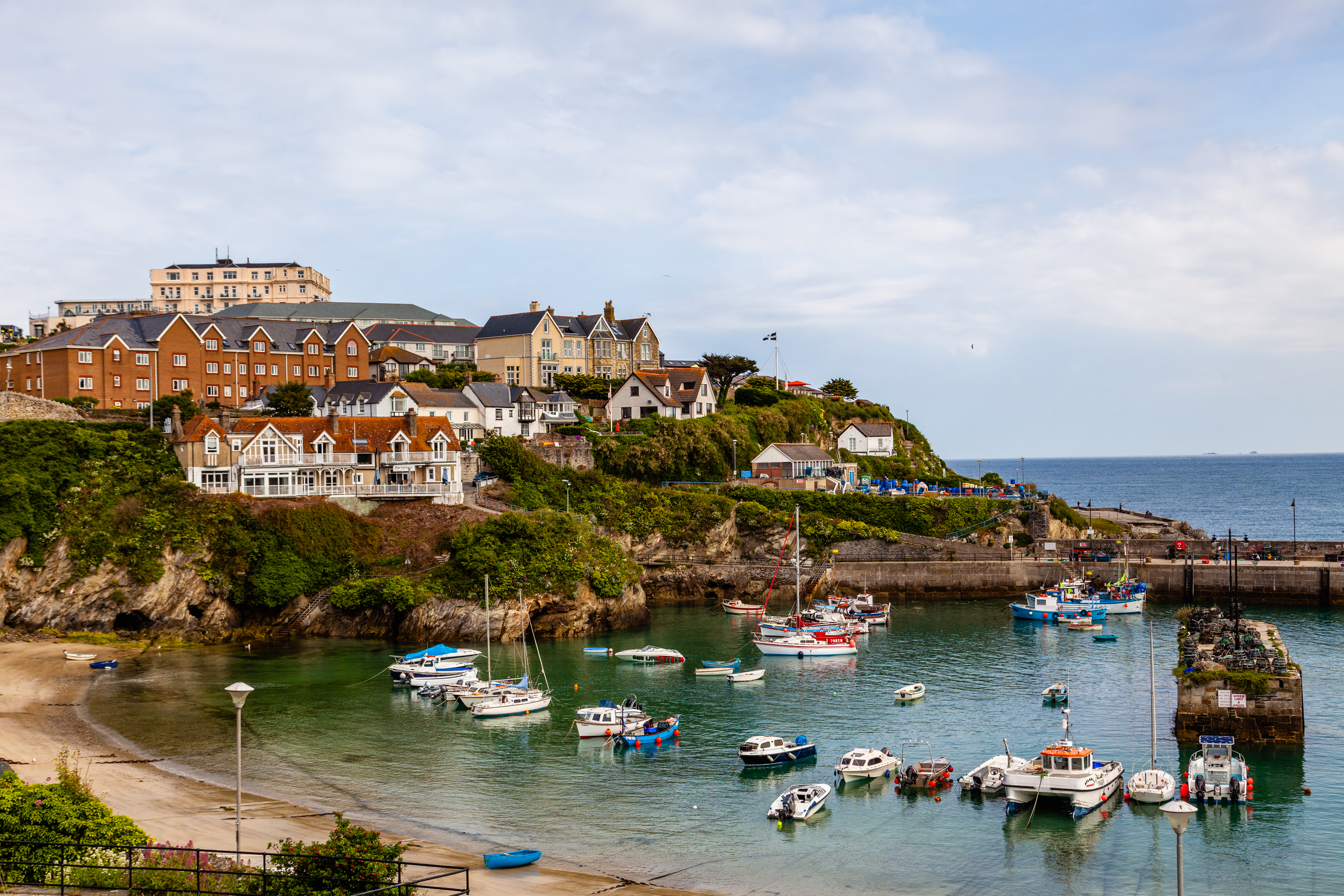
Der Hafen von Newquay
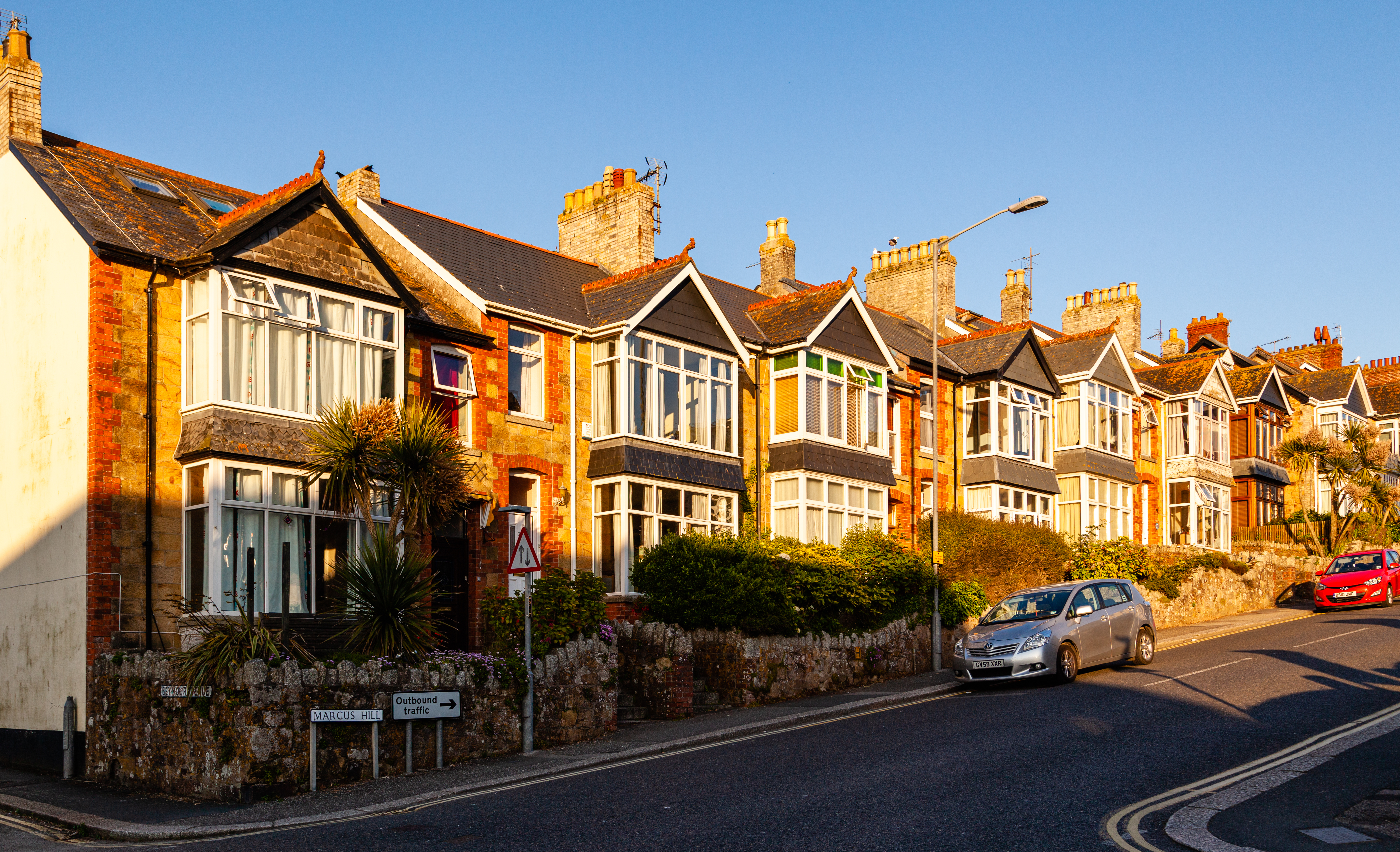
Typische Häuser in Newquay
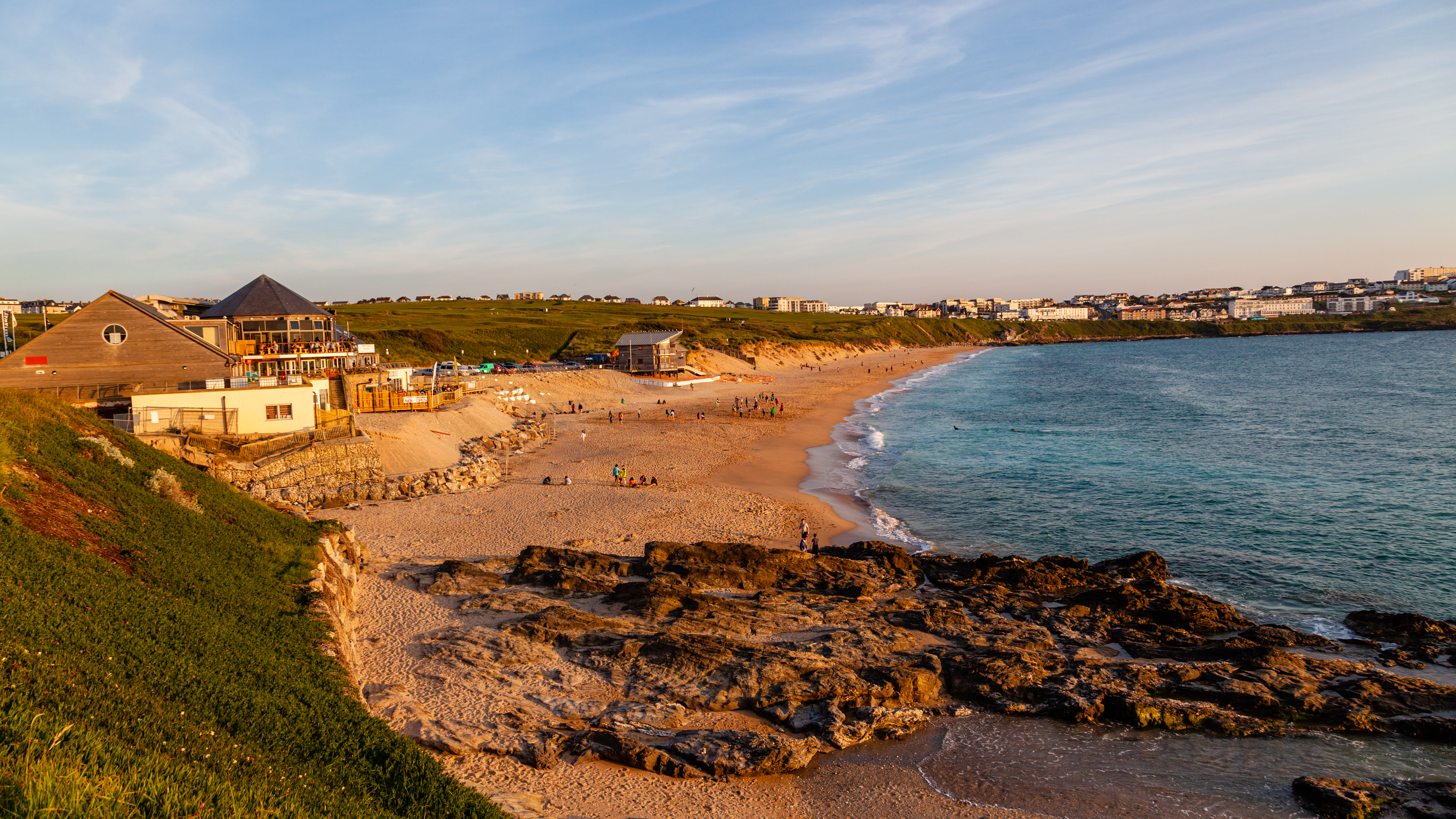
Newquay Fistral Beach im Abendlicht
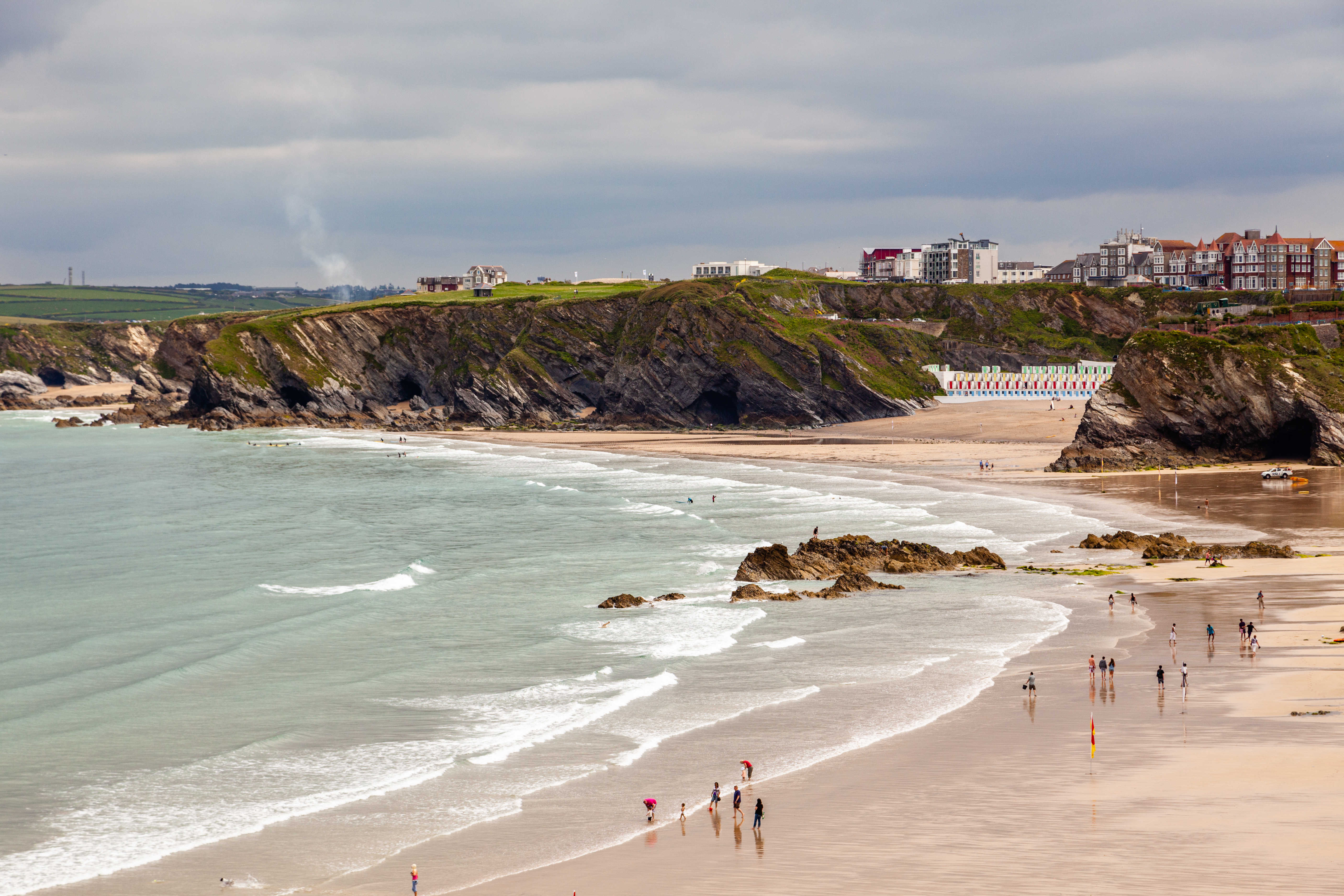
Sicht auf Newquay Beach vom Hafen aus
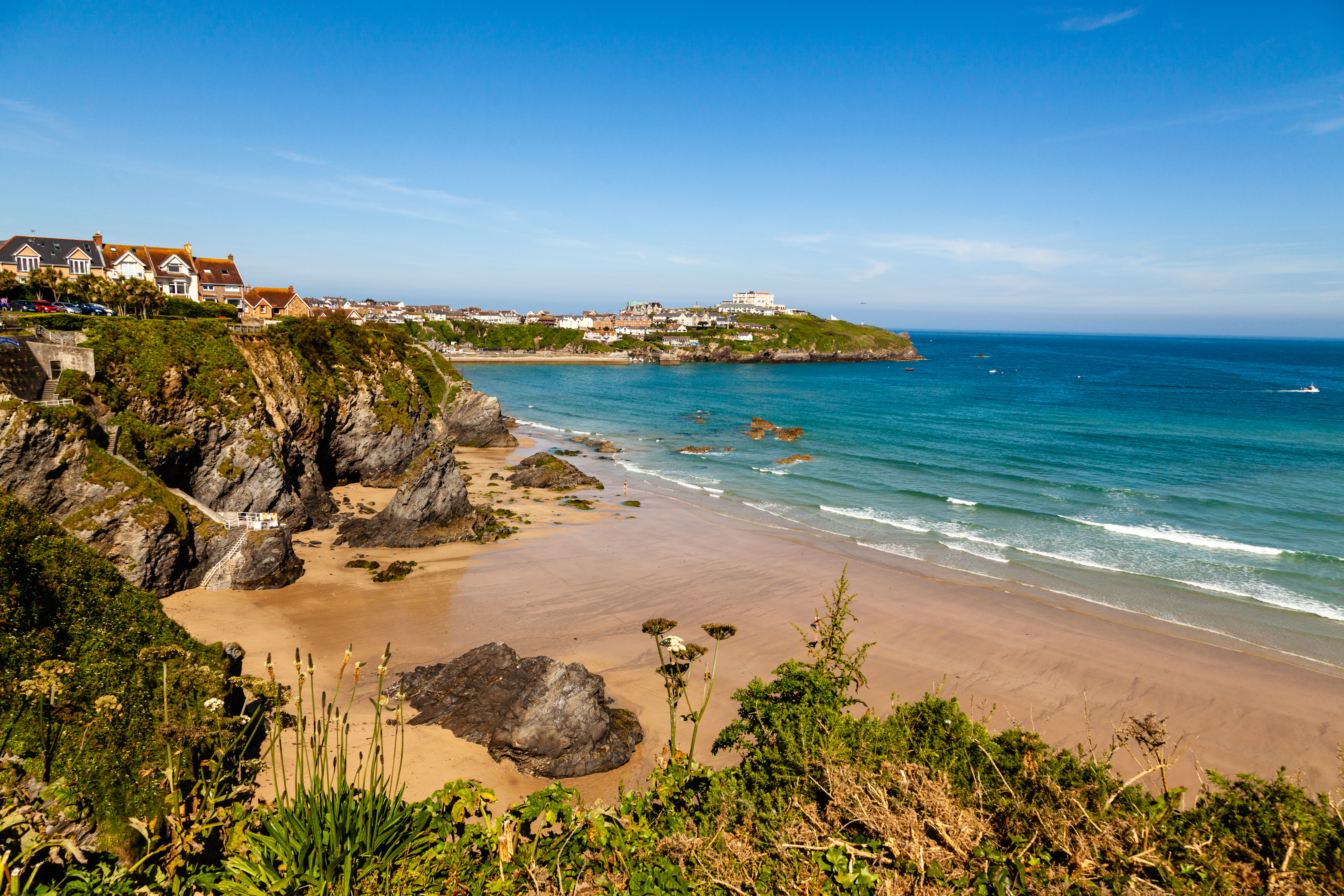
Die Steilküste in Newquay

## Persönlichkeiten
Söhne und Töchter der Stadt:
- David Willcocks (1919–2015), Chorleiter, Komponist und Organist
- Emma Smith (1923–2018), Schriftstellerin
- Michael Craze (1942–1998), Schauspieler
- Chris Morris (* 1963), irischer Fußballspieler

Verbunden mit der Stadt:
- Antony Hewish (1924–2021), Radioastronom und Physik-Nobelpreisträger; wuchs in Newquay auf
- Neil Halstead (* 1970), Gitarrist und Singer-Songwriter; lebt und arbeitet in Newquay